# Nizar (Komiker)

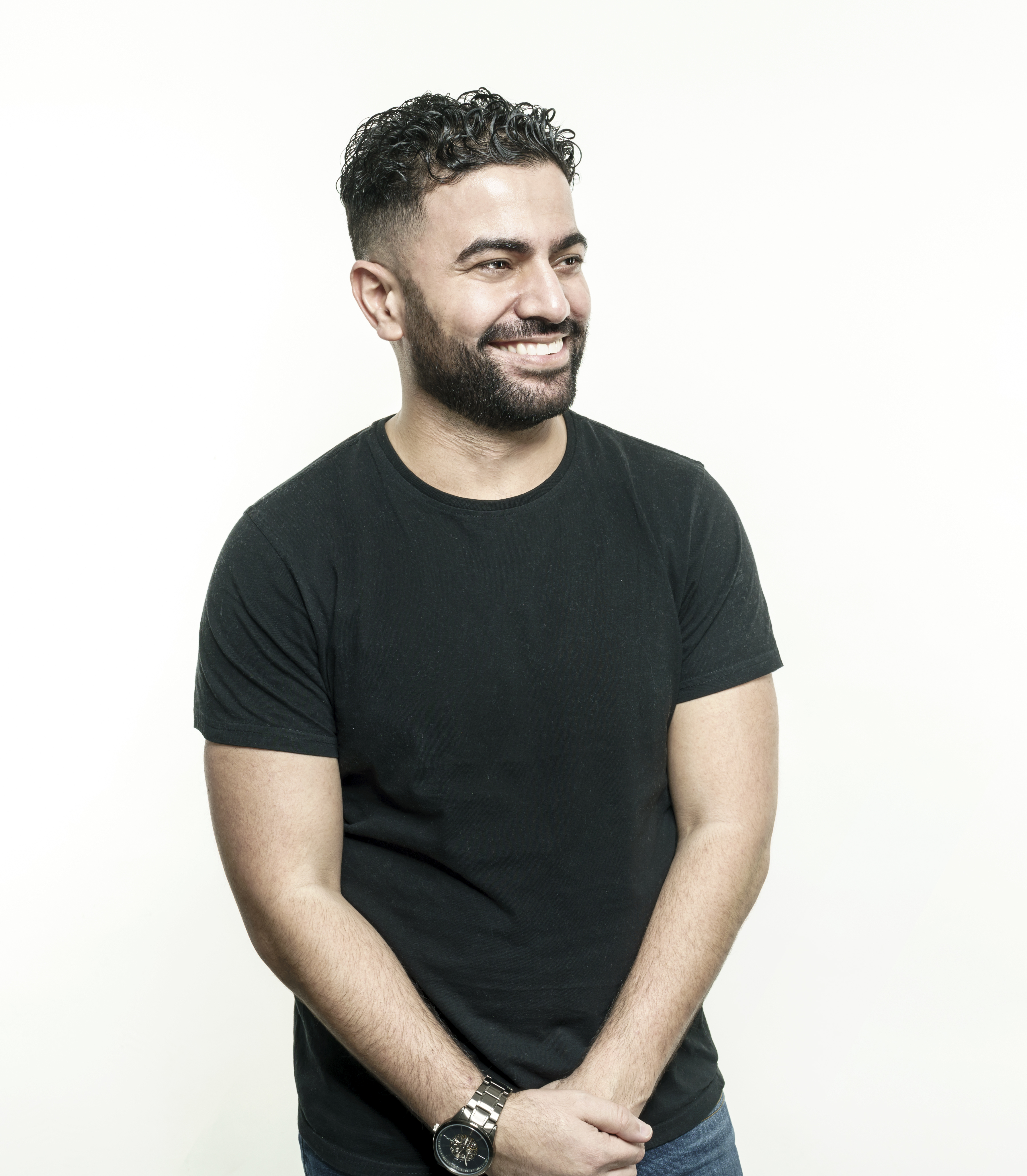
Nizar (2019)

Nizar (* 1. Februar 1984 in Bonn; bürgerlich Nizar Akremi) ist ein deutscher Stand-up-Comedian und Podcaster.

## Werdegang

### Anfänge
Nizar Akremi wuchs als Sohn tunesischer Eltern in Bad Breisig auf. Ursprünglich strebte er seit den frühen 2000er Jahren eine Gesangskarriere an. Im Alter von 17 Jahren bildete er zusammen mit seinem ehemaligen Schulkameraden Ken Miyao die Band Nizar & Ken und nahm 2004 an der vierten Staffel der Castingshow Popstars teil. In der Vergangenheit arbeitete er unter anderem mit den Rappern Al Gear und Curse zusammen und sang das Titellied der ProSieben-Show Street Magic vom Magier Farid.

### Comedy

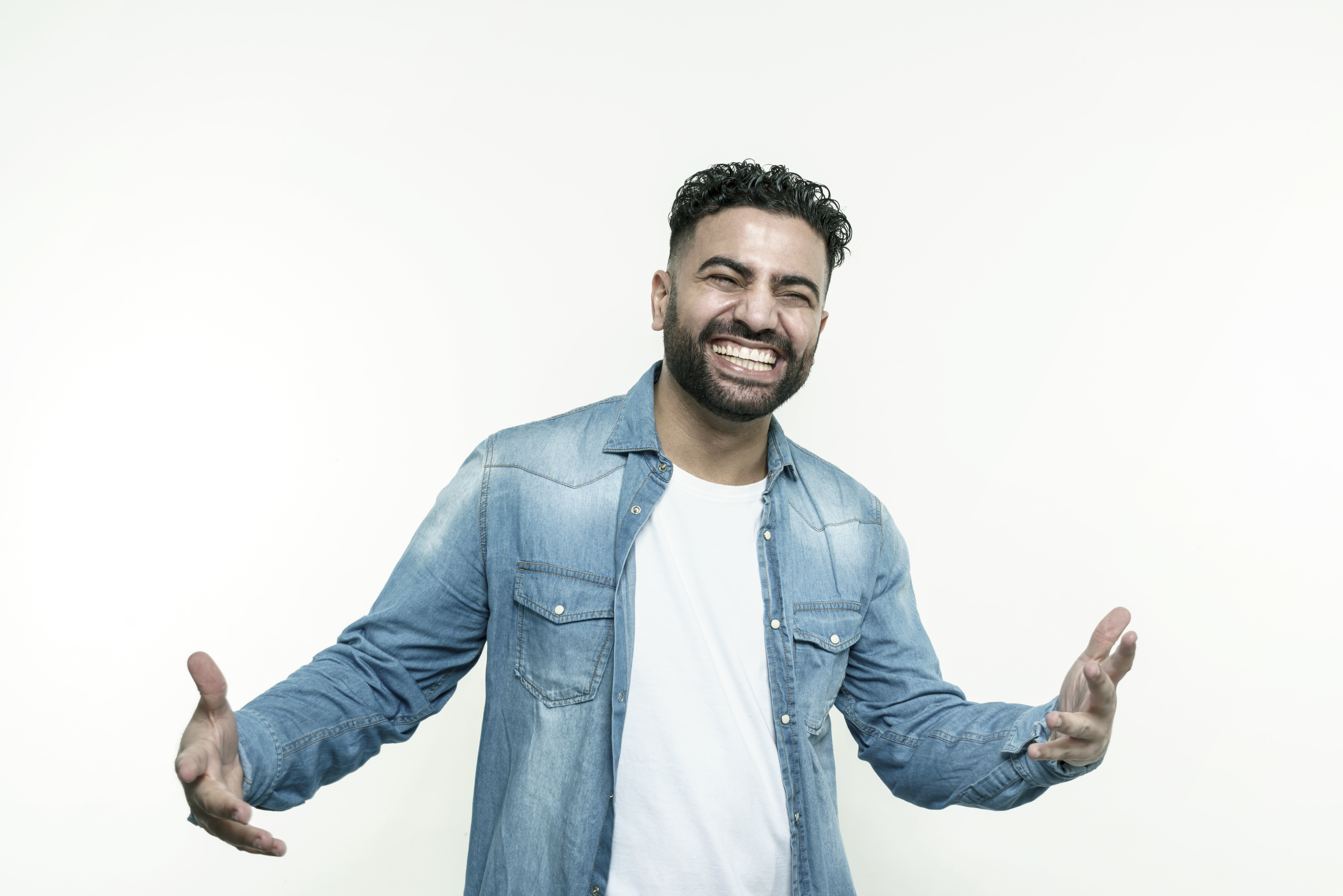
Nizar (2019)

2015 wurde ein Video mit Nizars Witzen unter dem Titel Fragen, die die Welt nicht braucht! zunächst auf Facebook und später auf YouTube veröffentlicht und war dort erfolgreich. Infolgedessen unternahm Nizar seine ersten Versuche als Stand-up-Comedian auf der Bühne. Parallel dazu veröffentlichte er ab März 2016 seine als Witze-Mix betitelten Videos in den sozialen Medien. 
Erstmals als Komiker im Fernsehen trat Nizar Ende 2018 neben Mike Krüger, Janine Kunze und Pierre M. Krause in Hugo Egon Balders Sat.1-Show Richtig witzig auf. Es folgten Auftritte u. a. bei NightWash, beim Quatsch Comedy Club und beim Comedy Festival XXL des Hessischen Rundfunks. Zudem war er 2021 der Gast in einer Folge der ZDF-Webserie Lunchtime Punchline mit Ingolf Lück.
Im Frühjahr 2019 startete er mit Olli Gimber (alias Witz vom Olli) das Programm Vier Fäuste für den Witz sowie das Format Comedy Clinch, das Ende des Jahres als Live-Programm Punchline – Das ultimative Witze-Battle fortgesetzt wurde. 2019 wurde Nizar überdies für den Deutschen Comedypreis in der Kategorie „Bester Newcomer“ nominiert.
Unter dem Titel Witz Kommando präsentierte Nizar ab Februar 2020 sein erstes Solo-Bühnenprogramm, mit dem er durch Deutschland tourte. Mit seinem zweiten Programm Deutsch, aber lustig! ging er 2022/23 auf Tournee. 2024 wollte Nizar mit seinem dritten Programm On Fire! in Deutschland, der Schweiz und Österreich auf Tour gehen. Aufgrund antisemitischer und behindertenfeindlicher Aussagen in Nizars Podcast wurden fast alle Auftritte ab September 2024 abgesagt.

### Podcast
Im Juni 2019 startete Nizar mit dem befreundeten YouTuber Shayan Garcia den Podcast Nizar & Shayan, der später Die Bijamisten hieß und ab November 2020 Die Deutschen. Zu den Gästen der Show gehörten die Rapper Bushido, Sido, Kollegah, Animus, Boxeuropameister Agit Kabayel und Comedian Mario Barth. Im Oktober 2023 präsentierten die Hosts eine Live-Podcast-Show. Der Podcast hatte im September 2024 über 200.000 Abonnenten auf YouTube und laut eigener Aussage eine Zuhörerschaft von über 2,6 Millionen monatlich.

## Kontroversen

### Rassistische Anfeindungen gegen Nizar
Als Nizar zusammen mit Amjad im November 2019 nach einem Auftritt in Thüringen wegen einer Autopanne einen Ersatzwagen benötigte, verweigerten ihm Mitarbeiter eines örtlichen Sixt-Partners die Übergabe des Fahrzeuges und beleidigten die Comedians rassistisch. Amjad veröffentlichte ein Video des Vorfalles auf Instagram. Sixt entschuldigte sich öffentlich für das Fehlverhalten bei Nizar und beendete die Zusammenarbeit mit dem verantwortlichen Subunternehmen.

### Antisemitismusvorwürfe
Äußerungen Nizars im Juni 2022 in seinem Comedy-Special Shitstorm bewertete die Neue Zürcher Zeitung als antisemitisch. Darin soll Nizar unter anderem Juden „mit Hakennasen“ als geldgierig dargestellt und behauptet haben, sie würden in Deutschland „Narrenfreiheit“ genießen. Sie könnten sogar Verbrecherisches tun, ohne kritisiert zu werden. Der Chefredakteur der NZZ-Deutschlandausgabe urteilte: „Das eigentlich Traurige an dem Auftritt ist […] die Tatsache, dass die Karikatur von Juden als geldgierige Hakennasen, die so mächtig sind, dass sie keiner kritisieren darf, in den Augen sehr vieler Menschen gar kein Tabu mehr darstellt.“ Nizar versuche seine dürftige Comedy-Karriere durch solche Äußerungen aufzuwerten.
Elisabeth Migge von der Forschungsstelle Elie Wiesel der Universität Tübingen konstatierte, Nizar reproduziere „tradierte Stereotype des klassischen Antisemitismus, wie des geldgierigen Juden, der ultimativen Machthaber und der Juden als Kindermörder. Er bedient sich des rassistischen Antisemitismus mit der scheinbaren Erkennbarkeit von Juden anhand typischer Physiognomie, macht Witze auf Kosten der im Holocaust ermordeten Juden (»krass, sind noch voll viele von denen übrig!«), äußert sich sowohl im Sinne des israelbezogenen Antisemitismus als auch des Post-Schoah-Antisemitismus, indem er davon spricht, dass Juden in Deutschland ohnehin Narrenfreiheit genössen.“ In der Jüdischen Allgemeinen wies Joshua Schultheis auf judenfeindliche Stereotype hin, die Nizar Akremi bei seinen Comedy-Auftritten zur Sprache bringe. In einem späteren Artikel schilderte er, dass sich Nizar nach dem Terrorangriff der Hamas auf Israel 2023 in seinem Antisemitismus radikalisiert habe, aber dennoch auf öffentlich geförderten Bühnen auftrete.
Der Hamburger Antisemitismusbeauftragte Stefan Hensel sagte, Nizar sei bereits auf YouTube mit antisemitischen Erzählungen aufgefallen. Er habe Juden als Goldmünzen fangende Kaufleute mit Hakennasen dargestellt. Außerdem verbreite er auf der Plattform X Dämonisierungen von und Propaganda gegen Juden sowie den Staat Israel. Offener Hass sei nicht von der Kunstfreiheit gedeckt.
Mehrere Veranstalter sagten nach den Vorwürfen Auftritte mit Nizar ab und Fernsehsender kündigten die Zusammenarbeit mit ihm auf. Nizar hatte seine Aussagen während der Show wiederholt mit Sätzen wie „Ich mache nur Spaß“ relativiert und behauptet, er habe eigentlich nichts gegen Juden. Er lehnte eine Interviewanfrage der Jüdischen Allgemeinen aus dem Juli 2022 ab.

### Verunglimpfung von Behindertensportlern
Im September 2024 wurden verächtliche Äußerungen über Behinderte anlässlich der Sommer-Paralympics 2024 von Luke Mockridge in Nizars und Shayan Garcias Podcast Die Deutschen bekannt. Auch sie selbst haben sich daran beteiligt, indem sie über diese Äußerungen witzelten. Daraufhin beendete der Sponsor Babbel die Zusammenarbeit mit dem Podcast und einige Veranstalter sagten Auftritte von Nizar ab. Einige Tage später wurde auf den Social-Media-Kanälen des Podcasts ein Statement hochgeladen, in welchem die Hosts betonten, sich bei der „Cancel Culture“ nicht entschuldigen zu wollen und sich ihnen „niemals beugen“ werden. Sie warfen ihren Kritikern vor, Ausschnitte aus dem Podcast aus dem Zusammenhang gerissen zu haben, und behaupteten, „gegen niemanden [et]was“ zu haben. Ein „geschmackloser Witz“ zerstöre überdies kein Leben. Die Kontroverse löste eine Debatte über die Grenzen von Humor und die Rolle vermeintlicher Cancel Culture aus.
Die Reaktion der Podcaster auf die Kritik, beschrieb die ntv-Journalistin  Nicole Ankelmann in einem Artikel als „geschmackloses Lehrstück in Sachen Schuldumkehr“. Es liege ein „Mangel an Selbstreflektion“ vor.

## Bühnenprogramme
- 2019: Vier Fäuste für den Witz
- 2019: Punchline – Das ultimative Witze-Battle
- 2020–2022: Witz Kommando
- 2022–2023: Deutsch, aber lustig!
- seit 2024: On Fire!
- 2024: Die Deutschen – Die große Arena Tour (mit Shayan Garcia)

## Podcast
- seit 2019: Nizar & Shayan – Die Deutschen Podcast (mit Shayan Garcia)

## Fernsehauftritte (Auswahl)
- 2018: Richtig Witzig (Sat.1)
- 2020: Das hr Comedy Festival XXL (Hessischer Rundfunk)
- 2021: Die Highlights aus dem hr Comedy Marathon (Hessischer Rundfunk, 9 Folgen)
- 2021: Lunchtime Punchline (ZDF)
- 2021: Wie redest du?! (WDR)[30]
- 2024: Genial witzig – das große Witze-Battle (RTL II)[31]

## Diskografie
- 2020: Das Witze Album – Olli vs. Nizar. Comedyalbum
- 2021: Punchline Live: Das ultimative Witze-Battle – Olli vs. Nizar. Hörbuch.